# Lanzarote Pessanha
Lanzarote Pessanha (Siglo XIV-1384 en Beja, Portugal), también conocido como Lançarote Pessanha I, era el comandante en jefe de la flota portuguesa y, como tal, tenía el rango de almirante. No se conoce su lugar de nacimiento.  

## Biografía
Era hijo de Manuel Pessanha, el primer almirante de la armada de Portugal, y de Leonor Afonso. Perteneció a la familia Pessanha, una familia de navegantes de origen genovés, que fundó en 1317 la flota de guerra de Portugal bajo orden real y que tuvo hasta 1453 ese rango en la flota portuguesa en su mayor parte. Lanzarote Pessanha se convirtió en almirante de la flota portuguesa en 1356. Fue así desde la aparición de la armada de Portugal el cuarto del almirante de la flota.
En el transcurso de la guerra de los Dos Pedros (1356-1375) Portugal fue un aliado de Pedro I y, como tal, Lanzarote Pessanha ayudó en 1358 como almirante a los castellanos, con una flota en su intento de conquistar Barcelona desde el mar. Ese intento fracasó. Durante la primera guerra fernandina (1369-1371) Pessanha bloqueó con la flota portuguesa el puerto más importante de Castilla, Sevilla (1369-1370), teniendo para ello el apoyo de Génova. Sin embargo, tuvo que dejar el exitoso bloqueo, porque el escorbuto diezmó con el tiempo su flota. Esas bajas permitieron, para ser más precisos, que Ambrosio Boccanegra pudiese levantar el bloqueo sin problemas con la ayuda de la flota castellana sin que Pessanha, más tarde, pudiese hacer algo, lo que le obligó a tener que navegar a casa con el remanente de la flota. Durante la segunda guerra fernandina (1372-1373) el almirante Pessanha tuvo que enfrentarse a la castellana bajo el mando de Ambrosio Boccanegra ante Lisboa. En la posterior batalla, su flota fue derrotada a causa de la lentitud en sus acciones, lo que llevó al fin de la guerra y a la derrota de Portugal.
Como consecuencia de esta derrota en la batalla naval, Pessanha fue destituido de su cargo y exiliado después de la guerra, luego de que fuera temporalmente rehén del rey Enrique II, como garantía para la implementación de la paz por parte de Fernando I de Portugal.  Su sucesor fue Juan Alfonso Tello. Después de la aplastante derrota de su sucesor en la batalla naval de Saltés (1381) durante el tercera guerra fernandina (1381-1382), en la que fue capturado, Pessanha fue de nuevo, aunque lentamente, rehabilitado (1381-1383) y Alfonso Tello tuvo que dejar el puesto en su favor después de la guerra y después de su regreso de la cautividad debido a su derrota en esa batalla.
Durante la Revolución Portuguesa de 1383 Lanzarote Pessanha, estando en Beja, apoyó la causa castellana y, por ello, fue brutalmente asesinado por los seguidores de Juan de Avis en 1384. Su hijo Manuel Pessanha también conocido como Manuel Pessanha II, se convirtió en su sucesor como comandante en jefe (almirante) de la flota portuguesa.
Estuvo casado con Catarina Vaz de quien tuvo tres hijos y una hija. Dos de los hijos de este matrimonio, Manuel y Carlos, también llegaron a ser almirantes. También tuvo una relación con Aldonza Mateus con quien tuvo otro hijo.